# Gymnobucco bonapartei
Gymnobucco bonapartei là một loài chim trong họ Lybiidae.